# Angelo Bellei
Angelo Bellei est un ancien ingénieur italien de la Scuderia Ferrari, spécialisé dans les moteurs.

## Carrière
Angelo Bellei est l'un des principaux ingénieurs à avoir aidé Mauro Forghieri quand celui-ci est nommé par Enzo Ferrari à la tête du département technique et de toutes les activités sportives et expérimentales de la Scuderia Ferrari fin 1961.
Angelo Bellei développe le premier moteur de course Ferrari V8 en 1964. Le moteur DOHC à 90 degrés développe alors 210 ch avec une cylindrée de 1 487 cm3. Il est utilisé dans la Ferrari 158 avec laquelle John Surtees devient Champion du Monde de Formule 1 en 1964, tandis que la Scuderia remporte la Coupe des Constructeurs.
Angelo Bellei reste chez Ferrari pendant de nombreuses années. Depuis la prise de contrôle de l'entreprise Ferrari par Fiat en 1969 et l'arrivée à sa tête d'Eugenio Alzati, directeur de la production des voitures de série, et de Vittorio Ghidella, le PDG de Fiat, Enzo Ferrari n’est plus responsable du département des voitures de route. Il a cependant encore son mot à dire et reste très écouté à l’usine. En décembre 1982, il convoque Angelo Bellei, alors directeur du bureau d’étude, pour lui demander de développer une 308 GTB plus sportive. Moins d'un an après, en septembre 1983, des prototypes roulent déjà sur la piste de Fiorano.
Angelo Bellei est également le responsable du développement et de la construction de la Ferrari Testarossa sortie en 1984.